# アルゼンチン協会サッカーリーグ
アルゼンチン・アソシエーション・フットボールリーグ (Argentine Association Football League) は、かつてアルゼンチンに存在したサッカーの競技連盟である。非公式ながら同国で最初のサッカーリーグを開催した。

## 概要
1891年3月7日、F. L. Wooley（会長）、Rovenscraf、Arcels、Mc Ewen、Hughes、Mc Intoch、Lamontの7人によってアルゼンチン・アソシエーション・フットボールリーグが結成された。この団体は、「勝ち点制による大会を開催すること」・「組織に関する理解を深めるための団体形成」・「サッカーのルール普及」を目的として掲げた。
同年にはアルゼンチンで最初のサッカーリーグを開催した。これは、リーグ戦形式のサッカー大会としては、国別でみてイギリス（イングリッシュ・フットボールリーグとスコティッシュ・フットボールリーグとアイリッシュ・リーグ ）、デンマーク (København A-Raeken)、オランダ（オランダ全国選手権）に次いで、世界で4番目に早く開催されたものである。
1891年の1シーズンのみリーグ戦を開催した後、アルゼンチン・アソシエーション・フットボールリーグは解散した。
その後、1893年に、旧団体と同じ名称およびコンセプトでアルゼンチン・アソシエーション・フットボールリーグが設立された。この新団体は現在のアルゼンチンサッカー協会（AFA）の前身となるものである。アルゼンチンサッカー協会は、旧団体が主催したサッカーリーグを現在のプリメーラ・ディビシオンの起源として認めていない。

## リーグ創設
旧「アルゼンチン・アソシエーション・フットボールリーグ」は、1891年にアルゼンチンで最初のサッカーリーグを開催した。大会にはオールド・カレドニアンズFC、ブエノス・アイレス・アンド・ロサリオ・レールウェイ、ブエノス・アイレスFC、ベルグラーノFC、セント・アンドリュース・スコッツ・スクールの計5チームが出場した。参加登録していたハーリンガムFCは出場しなかった。
| 順位 | チーム             | 試合 | 勝 | 分 | 負 | 得点 | 失点 | 勝点 |
| ---- | ------------------ | ---- | -- | -- | -- | ---- | ---- | ---- |
| 1    | カレドニアンズ     | 8    | 6  | 1  | 1  | 32   | 11   | 13   |
| 2    | St.アンドリュース  | 8    | 6  | 1  | 1  | 23   | 12   | 13   |
| 3    | レールウェイ       | 8    | 3  | 1  | 4  | 14   | 19   | 7    |
| 4    | ベルグラーノ       | 8    | 2  | 1  | 5  | 7    | 15   | 5    |
| 5    | ブエノス・アイレス | 8    | 1  | 0  | 7  | 6    | 11   | 2    |

5チームで4月12日から9月6日までリーグ戦を行い、全日程を終えてオールド・カレドニアンズとセント・アンドリュースが勝ち点13で並んだ。9月13日にこの2チームで優勝決定戦を行い、セント・アンドリュースが3-1でこれを制し、優勝した。